# Án lệnh tạm thời
Án lệnh tạm thời là khả năng của tòa án có thể ra một án lệnh chỉ có giá trị tạm thời trước khi một bản án cuối cùng được ban ra. Điều này thường được thực hiện để ngăn ngừa một bên tranh cãi có thể hành xử vi phạm luật pháp, hay cản trở bị cáo tiếp tục hành xử cho đến khi vụ án được tòa án quyết định. Án lệnh tạm thời có thể trở thành vĩnh viễn, nếu bên bị thi hành lệnh thua cuộc. Hay có thể bị hủy bỏ nếu bên bị thi hành được xử thắng.
Ở các tòa án tại Hoa Kỳ, một bên trong vụ án có thể xin tòa án ban án lệnh tạm thời phải giải thích được các điều kiện dưới đây:
1. Họ có nhiều triển vọng để thắng vụ án,
2. Có một lo ngại có lý do chính đáng là nếu án lệnh tạm thời không được ban hành, có thể đưa tới những hư hại không thể đền bù hay gây thương tích,
3. Sự đe dọa có thể xảy ra bất cứ lúc nào,
4. Sự cân nhắc của tòa án về lợi hại sẽ nghiêng về phia người làm đơn xin ban hành án lệnh,
5. Không có một biện pháp nào khác để giải quyết,
6. Việc ban hành án lệnh tạm thời cũng phục vụ lợi ích công cộng.